# Britische Basketballnationalmannschaft der Damen
Die britische Basketballnationalmannschaft der Damen vertritt Großbritannien im internationalen Frauenbasketball. Der derzeitige Dachverband der britischen Mannschaft – British Basketball Federation – wurde am 1. Dezember 2005 von den nationalen Basketballverbänden Englands, Schottlands und Wales gegründet, um eine konkurrenzfähige Mannschaft für internationale Wettbewerbe zu stellen.
Der nordirische Basketballverband ist in dieser Struktur nicht vertreten. Nordirische Spielerinnen treten normalerweise für die Irische Basketballnationalmannschaft der Damen an, sind aber ebenfalls berechtigt, für Großbritannien und Nordirland bei den Olympischen Spielen anzutreten. 
Die erste Teilnahme an einem großen internationalen Turnier war bei der Europameisterschaft 2011. Die Mannschaft hat insgesamt fünf Mal an einer Europameisterschaft teilgenommen. Größte Erfolge waren der 4. Platz bei der Europameisterschaft 2019 und die Teilnahme an den Olympischen Spielen 2012. 

## Abschneiden bei internationalen Wettbewerben

### Olympische Spiele
| - 2012 – 11. Platz |

### Weltmeisterschaften
| - keine Teilnahme |

### Europameisterschaften
| - 2011 – 09. Platz - 2013 – 09. Platz - 2015 – 20. Platz - 2019 – 04. Platz | - 2023 – 10. Platz - 2025 – 14. Platz |

## Kader
Eine Übersicht des aktuellen Kaders – der Basketball-Europameisterschaft der Damen 2025 – findet sich beispielsweise auf der englischsprachigen Fassung dieses Artikels.